# Sparkasse Münsterland Ost
Die Sparkasse Münsterland Ost ist eine öffentlich-rechtliche Sparkasse mit Sitz im westfälischen Münster. Ihr Geschäftsgebiet ist die Stadt Münster sowie das östliche Münsterland rund um die Städte Ahlen, Beckum, Oelde und Warendorf. In jeder dieser Städte gibt es eine Hauptstelle der Sparkasse.

## Geschichte
Die Geschichte der Sparkasse Münsterland Ost geht auf die Fusion mehrerer Sparkassen zurück. Die älteste von ihnen, die Stadtsparkasse Münster, wurde im Jahre 1829 gegründet, gefolgt von der Kreissparkasse Münster, deren Gründung im Jahre 1859 erfolgte. Beide Institute fusionierten zum 1. Mai 1975 zur Stadtsparkasse Münster, die sich zum 1. Juli 1997 in Sparkasse Münster umbenannte. Zum 1. Juli 2001 fusionierte die Sparkasse Münster mit der Sparkasse Warendorf – Oelde zur Sparkasse Münsterland Ost Münster – Warendorf. Ein weiteres Jahr später folgte am 1. Juli 2002 die Fusion mit der Sparkasse Ahlen bei gleichzeitiger Umbenennung in Sparkasse Münsterland Ost.
Am 1. August 2024 fusionierten die Sparkasse Münsterland Ost und die Sparkasse Beckum-Wadersloh. Das fusionierte Institut trägt den Namen Sparkasse Münsterland Ost.

## Geschäftsfeld
Die Sparkasse Münsterland Ost betreibt als Sparkasse das Universalbankgeschäft. Sie ist Marktführer in ihrem Geschäftsgebiet, dem östlichen Münsterland. Die Sparkasse Münsterland Ost wies im Geschäftsjahr 2023 eine Bilanzsumme von 12,983 Mrd. Euro aus und verfügte über Kundeneinlagen von 9,735 Mrd. Euro. Gemäß der Sparkassenrangliste 2023 liegt sie nach Bilanzsumme auf Rang 16. Sie unterhält 76 Filialen/Selbstbedienungsstandorte und beschäftigt 1.222 Mitarbeiter. Im Verbundgeschäft arbeitet das Kreditinstitut mit der Westdeutschen Landesbausparkasse, der DekaBank, der Provinzial-NordWest-Versicherungsgruppe und der Deutschen Leasing zusammen.
Im Geschäftsgebiet unterhält die Sparkasse neben ihren Filialen zusätzlich Selbstbedienungs- und Geldautomaten-Standorte. Insgesamt betreibt sie über 140 Geldautomaten in ihrem Geschäftsgebiet.

## Organisation

### Unternehmensform, Trägerschaft
Die Sparkasse Münsterland Ost ist eine Anstalt des öffentlichen Rechts und gehört über den Sparkassenverband Westfalen-Lippe dem Deutschen Sparkassen- und Giroverband an. Die Organe der Sparkasse sind der Vorstand und der Verwaltungsrat.

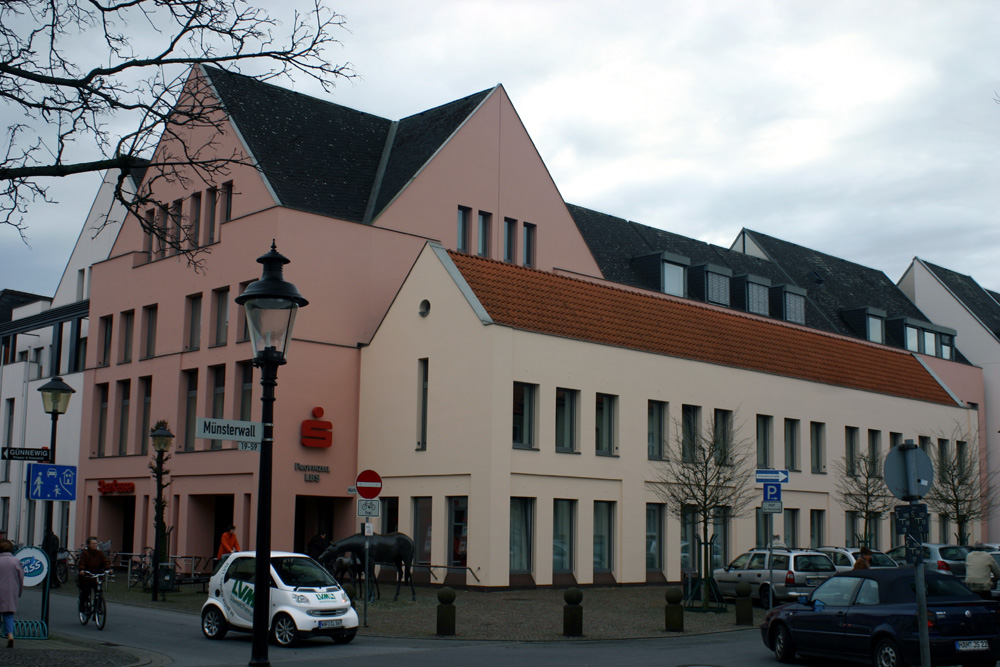
Hauptstelle Warendorf der Sparkasse Münsterland Ost

Der Träger der Sparkasse ist ein von den Städten bzw. Gemeinden Ahlen, Beelen, Drensteinfurt, Ennigerloh, Everswinkel, Münster, Oelde, Ostbevern, Sassenberg, Sendenhorst, Telgte, Wadersloh und Warendorf sowie dem Kreis Warendorf gegründeter Sparkassenzweckverband, der eine Körperschaft des öffentlichen Rechts mit Sitz in Münster ist und wie die Sparkasse auch dem Sparkassenverband Westfalen-Lippe angehört.

### Tochterunternehmen
- S-Servicepartner Nordrhein-Westfalen, vormals DZS Dienstleistungszentrum für Sparkassen GmbH bzw. SDZ Sparkassen Dienstleistungszentrum GmbH: das Unternehmen ist eine Tochtergesellschaft der Sparkasse Münsterland Ost und der S-Servicepartner GmbH – Berlin. Es bietet Sparkassen und Unternehmen der Sparkassen-Finanzgruppe neben Marktfolgedienstleistungen die Administration ihrer Personalsachbearbeitung an.

- S Immobilien GmbH, Münster –  eine 100%ige Tochter der Sparkasse Münsterland Ost, ist im Münsterland der Marktführer bei der Vermittlung von Wohn- und Gewerbeimmobilien.

- S Versicherungs-GmbH, Münster – eine 100%ige Tochter der Sparkasse Münsterland Ost. Sie unterstützt die Berater der Sparkasse Münsterland Ost bei der Kundenbetreuung in Versicherungsfragen. Dabei ist die Provinzial NordWest der Hauptpartner.

## Einlagensicherung
Die Sparkasse Münsterland Ost ist dem Haftungsverbund der Sparkassen-Finanzgruppe angeschlossen, der eine über die gesetzlichen Mindestanforderungen hinausgehende, freiwillige Einlagensicherung ermöglicht. Dieser Haftungsverbund besteht aus insgesamt 13 Sicherungseinrichtungen, die in einer Haftungsgemeinschaft über drei Ebenen miteinander verbunden sind:
- Elf regionale Sparkassenstützungsfonds (für die Sparkasse Münsterland Ost: Sparkassenstützungsfonds des Sparkassenverbandes Westfalen-Lippe (SVWL))
- Sicherungsreserve der Landesbanken und Girozentralen
- Sicherungsfonds der Landesbausparkassen

Über den Haftungsverbund, dem neben den deutschen Sparkassen auch Landesbanken, Landesbausparkassen, die DekaBank und weitere Institute angehören, garantiert die Sparkasse sämtliche Kundenansprüche (Spar-, Termin- und Sichteinlagen sowie Inhaberschuldverschreibungen) in unbegrenzter Höhe.

## Stiftungen
Die Sparkasse Münsterland Ost ist Träger von insgesamt fünf Stiftungen. Sie fördert damit Projekte aus unterschiedlichen gesellschaftlichen Bereichen innerhalb ihres Geschäftsbereichs und den einzelnen Regionen ihrer eigenen Träger, die im Sparkassenzweckverband zusammengeschlossen sind. Das Stiftungsvermögen umfasst 60 Millionen Euro und verteilt sich auf folgende Stiftungen:
- Stiftung der Sparkasse Münsterland Ost
- Kulturstiftung der Sparkasse Münster
- Kulturstiftung der Sparkasse Warendorf
- Kulturstiftung der Sparkasse Oelde-Ennigerloh
- Sparkassenstiftung für Ahlen, Drensteinfurt und Sendenhorst